# Förbundet folkhögskollärarna
Förbundet folkhögskollärarna, tidigare Svenska folkhögskolans lärarförbund, SFHL, var ett fackförbund inom TCO. Förbundet anslöt lärare och rektorer verksamma vid svenska folkhögskolor och studerande som genomgår utbildning till folkhögskollärare. Förbundet grundades 1902 med det dubbla syftet att verka för medlemmarnas fackliga villkor och deras möjlighet till utbyte kring folkhögskolan som skolform. Även samverkan med syskonorganisationerna i Danmark respektive Norge fick stort utrymme i organisationen. 2020 upplöstes Folkhögskollärarna och uppgick istället som en nationell samrådsavdelning inom Lärarförbundet. Sammangåendet gjordes efter ett 10 år långt samarbete organisationerna emellan.